# 路易斯安那 (密蘇里州)
路易斯安那（英語：Louisiana）是位於美國密蘇里州派克縣的城市。

## 人口
根據2020年美國人口普查的數據，路易斯安那的面積為8.86平方千米，當中陸地面積為8.12平方千米，而水域面積為0.74平方千米。當地共有人口3199人，而人口密度為每平方千米361人。